# Історична область
Історична область — прийняте в етнографії, історії, культурології поняття для території, що історично становила політичну єдність і в силу цього нині характеризується певними загальними рисами в культурі, етнографії, мовою, самосвідомості місцевого та навколишнього населення.
Виділення історичних областей різною мірою характерно для різних країн і регіонів. Наприклад, у деяких країнах, особливо Європи, історичні області закріплені офіційно, а іноді кладуться в основу сучасного адміністративно-територіального поділу (Грузія , Латвія, Іспанія, Італія, Німеччина, Греція). Навпаки, у Росії не прийнято виділяти історичні області.
Крім того, на одній і тій же території можуть нашаровуватися історичні області різного історичного походження — що склалися в античний час, раннє середньовіччя, пізнє середньовіччя.
Найпоширеніше виділення історичних областей на один рівень менше країни (тобто таких, на які діляться країни). Вони можуть об'єднуватися в одиниці більшого рівня, що відповідають за розмірами окремим країнам, але далеко не завжди збігаються з сучасними державами. Ті, у свою чергу, об'єднуються в ще більш великі регіони, часто вже не усвідомлювані на побутовому рівні і які виявляються в ході спеціальних досліджень.
Історичні землі в Україні: Галичина, Волинь, Буковина, Закарпаття, Поділля, Полісся тощо.